# فرط التبريد

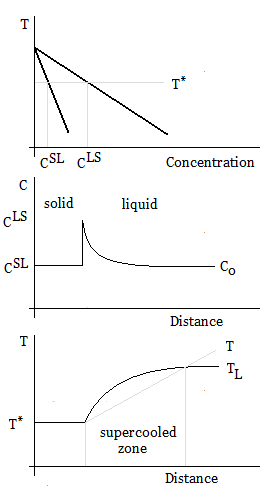

فرط التبريد (أو التبريد الفائق أو التبريد المفرط) هي عملية تخفيض درجة الحرارة لسائل أو غاز إلى ما تحت درجة التجمد بدون التحول إلى الحالة الصلبة.
تحدث عملية التبلور لسائل ما عند تجاوز نقطة تجمده، بالإضافة إلى وجود تنوي على شكل بنية بلورية تؤدي للحصول على الشكل الصلب. عند غياب نوى التبلور فإنه يمكن المحافظة على الطور السائل دون نقطة التجمد وذلك إلى درجة حرارة يحدث فيها تنوي متجانس على شكل بلورة.
تستخدم الحيوانات التبريد الفائق للبقاء على قيد الحياة في درجات الحرارة شديدة البرودة، باعتباره ملاذًا أخيرًا فقط. توجد العديد من التقنيات التي تساعد في الحفاظ على الحالة السائلة، مثل إنتاج بروتينات التجمد، التي ترتبط ببلورات الجليد لمنع جزيئات الماء من الارتباط بالجليد ونموه وانتشاره. يعد السمك المفلطح الشتوي أحد الأسماك التي تستخدم هذه البروتينات من أجل النجاة في بيئتها الباردة. في النباتات، تثبط الحواجز الخلوية مثل الليغنن والسوبرين والجليدة نوى الثلج وتدفع الماء نحو الأنسجة فائقة البرودة.
يعد التثليج أحد التطبيقات التجارية للتبريد الفائق. بإمكان الثلاجات تبريد المشروبات إلى مستوى التبريد الفائق بحيث عندما تُفتح، تشكّل وحلًا جليديًا. طُبق التبريد الفائق بنجاح في عملية الحفاظ على الأعضاء في مستشفى ماساتشوستس العام/ مدرسة طب هارفارد. بقي الكبد، الذي نُقل لاحقًا إلى حيوانات مستقبلة، سليمًا لمدة تصل إلى 96 ساعة (4 أيام) حين حُفظ بوساطة التبريد الفائق، أي أكثر بأربعة أضعاف مما يمكن تحقيقه من خلال طرق الحفظ التقليدية للكبد.

## التفسير
يتبلور السائل الذي يتجاوز نقطة التجمد القياسية في شكل بلورة بذرية الشكل أو نواة يمكن أن تتشكل حولها بنية بلورية تشكل مادة صلبة. لكن في ظل عدم وجود هذه النواة، يمكن الحفاظ على الطور السائل وصولًا إلى درجة الحرارة التي يحدث فيها التنوي المتجانس البلوري.
يمكن أن يحدث التنوي المتجانس فوق درجة حرارة التحول الزجاجي، ولكن إن لم يحدث التنوي المتجانس فوق درجة الحرارة هذه، ستتشكل مادة لا بلورية صلبة.
يتجمد الماء عادة عند درجة حرارة 273.15 كلفن (0 درجة مئوية أو 32 درجة فهرنهايت)، ولكن يمكن «إخضاعه لتبريد فائق» عند الضغط القياسي حتى يصل إلى التنوية البلورية المتجانسة عند درجة حرارة 224.8 كلفن تقريبًا (48.3- درجة مئوية/ 55- درجة فهرنهايت). تتطلب عملية التبريد الفائق أن يكون الماء نقيًا وخاليًا من مواضع التنوي، الأمر الذي يمكن تحقيقه عن طريق عمليات مثل التناضح العكسي أو التنقية الكيميائية، لكن التبريد نفسه لا يتطلب أي تقنية متخصصة. إذا بُرّد الماء بمعدل يصل إلى 106 كلفن بالثانية، يمكن حينها تجنب التنوي البلوري ويصبح الماء زجاجًا – أي مادة صلبة لا بلورية. تعد درجة حرارة التحول البلوري أبرد بكثير وأصعب في تحديدها، لكن الدراسات تقدرها بنحو 136 كلفن (137- درجة مئوية/ 215- درجة فهرنهايت). يمكن تسخين الماء الزجاجي حتى نحو 150 كلفن (123- درجة مئوية/ 189.4- درجة فهرنهايت) دون حدوث تنوٍّ. في درجات حرارة تتراوح بين 231 كلفن (42- درجة مئوية/ 43.6- درجة فهرنهايت) و150 كلفن (123- درجة مئوية/ 189.4- درجة فهرنهايت)، وجدت التجارب الجليد البلوري فقط.
توجد قطرات من الماء فائق البرودة غالبًا في السحاب الطبقي والسحاب الركامي. ترى الطائرة التي تطير عبر هذه السحابة تبلورًا مفاجئًا لهذه القطرات، ما قد يؤدي إلى تشكيل الجليد على أجنحة الطائرة أو انسداد أدواتها ومسباراتها، ما لم تكن الطائرة مجهزة بنظام إزالة الجليد المناسب. يحدث المطر المتجمد أيضًا بسبب قطرات الماء فائقة البرودة.
تعد العملية المعاكسة للتبريد الفائق، وهي إذابة مادة صلبة فوق نقطة التجمد، أكثر صعوبة، إذ تذوب المادة الصلبة دائمًا في نفس درجة الحرارة لضغط معين. لهذا السبب، تُحدد نقطة الانصهار عادةً باستخدام جهاز تحديد نقطة الانصهار؛ حتى عندما يكون موضوع الأطروحة هو «تحديد نقطة التجمد»، فإن المنهجية الفعلية هي «مبدأ مراقبة الزوال بدلاً من تكوين الجليد». من الممكن، عند ضغط معين، إخضاع السائل لفرط الإحماء فوق درجة غليانه دون أن يصبح غازيًا.
يُخلط غالبًا بين التبريد الفائق وانخفاض نقطة التجمد. يعد التبريد الفائق تبريد سائل لدرجة حرارة أقل من نقطة التجمد دون أن يصبح صلبًا، أما انخفاض نقطة التجمد فهو حين يمكن تبريد المحلول تحت نقطة تجمد السائل النقي المطابق نتيجةً لوجود المذاب؛ يعد انخفاض نقطة التجمد الذي يحدث عند إضافة الملح إلى الماء النقي مثالًا على ذلك.

## عند الحيوانات
من أجل البقاء على قيد الحياة في درجات حرارة منخفضة للغاية في بعض البيئات، تستخدم بعض الحيوانات ظاهرة التبريد الفائق التي تسمح لها بالبقاء غير مجمدة وتجنب تلف الخلايا والموت. هناك العديد من التقنيات التي تساعد في الحفاظ على الحالة السائلة، مثل إنتاج بروتينات التجمد التي ترتبط ببلورات الجليد لمنع جزيئات الماء من الارتباط بالجليد ونموه وانتشاره. يعد السمك المفلطح الشتوي أحد الأسماك التي تستخدم هذه البروتينات من أجل النجاة في بيئتها الباردة. تُفرز البروتينات غير الضمامية في مجرى الدم بوساطة الكبد. تستخدم الحيوانات الأخرى مضادات التجمد الضمامية، ما يزيد من تركيز المواد المذابة في سوائلها الجسدية، الأمر الذي يقلل درجة التجمد. يجب أن تعيش الأسماك التي تعتمد على التبريد الفائق من أجل البقاء على قيد الحياة تحت سطح الماء جيدًا، لأنها إذا لامست نوى الجليد فستتجمد على الفور. يجب على الحيوانات التي تخضع للتبريد الفائق للبقاء على قيد الحياة أيضًا إزالة عوامل نوى الجليد من أجسامها لأنها تعمل باعتبارها نقطة انطلاق للتجمد. يعد التبريد الفائق سمة شائعة أيضًا بين بعض أنواع الحشرات والزواحف والأنواع خارجية الحرارة. يمكن ليرقة البطاطا الخيطية الكيسية أن تعيش داخل الكيسات في حالة فائقة البرودة ودرجات حرارة منخفضة تصل إلى 38- درجة مئوية (36- درجة فهرنهايت)، حتى وإن كان الكيس مغلفًا في الجليد.
يعد التبريد الفائق الملاذ الأخير للحيوانات. ويعدُّ الخيارُ الأفضل الانتقالَ إلى بيئة أكثر دفئًا إن أمكن. حين يصبح الحيوان أبعد أكثر وأكثر عن نقطة التجمد الأصلية، تزداد فرصة التجميد التلقائي بشكل كبير للسوائل الداخلية، إذ إن هذه الحالة غير مستقرة من ناحية الديناميكيا الحرارية. تصل السوائل في النهاية إلى درجة التبريد الفائق، وهي درجة الحرارة التي يتجمد فيها المحلول المبرد تلقائيًا بسبب كون حرارته أقل بكثير من نقطة التجمد العادية. تخضع الحيوانات للتبريد الفائق بشكل لا إرادي، إذ لا يمكنها أن تقلل احتمال التجمد بسواه. على الرغم من أن التبريد الفائق ضروري للبقاء، إلا أن هناك العديد من المخاطر المرتبطة به.

## عند النباتات
بنفس الطريقة التي أُثبتت على الحيوانات، يمكن للنباتات أيضًا أن تتحمل ظروف البرودة الشديدة التي يجلبها معه الشتاء. يمكن أن تتأقلم العديد من الأنواع النباتية الموجودة في المناخات الشمالية في ظل هذه الظروف الباردة بوساطة التبريد الفائق، وبالتالي فإن هذه النباتات تتحمل درجات حرارة منخفضة تصل إلى 40- درجة مئوية. على الرغم من الفهم المحدود لظاهرة التبريد الفائق هذه، إلا أنها لوحظت من خلال التصوير الحراري بالأشعة تحت الحمراء. يحدث تنوي الثلج في بعض أعضاء النبات وأنسجته، ويبدأ بشكل مثير للجدل في النسيج الوعائي الخشبي وينتشر في جميع أنحاء النبات. يسمح التصوير الحراري بالأشعة تحت الحمراء برؤية قطرات الماء أثناء تبلورها في المساحات خارج الخلية.